# مقسم ولتاژ

یک مقسم ولتاژ ساده

مقسم ولتاژ (انگلیسی: Voltage divider) یک عنصر غیرخطی مدار الکتریکی است که برای تقسیم ولتاژ استفاده می‌شود. به این معنی که در خروجی کسری از ولتاژ ورودی را تحویل می‌دهد.
یکی از انواع مقسم‌های ولتاژ مقسم ولتاژ مقاومتی است. مقسم ولتاژهای مقاومتی معمولاً برای ایجاد ولتاژهای مرجع یا برای کاهش اندازهٔ ولتاژ به نحوی که بتوان آن را اندازه گرفت استفاده می‌شوند. برای جریان مستقیم یا جریان با فرکانس نسبتاً پایین مقسم ولتاژ مقاومتی دقت مناسبی دارد؛ ولی در جایی که پاسخ فرکانسی در باند وسیعی مورد نیاز است (مانند پروب اسیلوسکوپ) مقسم ولتاژ ممکن است عناصر خازنی مورد نیاز باشد تا اثر خازنی بار را جبران نماید.

## روابط ریاضی
{\displaystyle V_{\mathrm {out} }={\frac {Z_{2}}{Z_{1}+Z_{2}}}\cdot V_{\mathrm {in} }}
اثبات با استفاده از قانون اهم:
{\displaystyle V_{\mathrm {in} }=I\cdot (Z_{1}+Z_{2})}
{\displaystyle V_{\mathrm {out} }=I\cdot Z_{2}}
{\displaystyle I={\frac {V_{\mathrm {in} }}{Z_{1}+Z_{2}}}}
{\displaystyle V_{\mathrm {out} }=V_{\mathrm {in} }\cdot {\frac {Z_{2}}{Z_{1}+Z_{2}}}}
{\displaystyle H={\frac {V_{out}}{V_{in}}}={\frac {Z_{2}}{Z_{1}+Z_{2}}}}

## مثال

### مقسم مقاومتی

یک مقسم مقاومتی ساده

{\displaystyle V_{\mathrm {out} }={\frac {R_{2}}{R_{1}+R_{2}}}\cdot V_{\mathrm {in} }}
اگر R1 = R2 آنگاه
{\displaystyle V_{\mathrm {out} }={\frac {1}{2}}\cdot V_{\mathrm {in} }}
اگر Vout=6V and Vin=9V، آنگاه:
{\displaystyle {\frac {V_{\mathrm {out} }}{V_{\mathrm {in} }}}={\frac {R_{2}}{R_{1}+R_{2}}}={\frac {6}{9}}={\frac {2}{3}}}
برای R1:
{\displaystyle R_{1}={\frac {R_{2}\cdot V_{\mathrm {in} }}{V_{\mathrm {out} }}}-R_{2}=R_{2}\cdot ({{\frac {V_{\mathrm {in} }}{V_{\mathrm {out} }}}-1})}
برای R2:
{\displaystyle R_{2}=R_{1}\cdot {\frac {1}{({{\frac {V_{\mathrm {in} }}{V_{\mathrm {out} }}}-1})}}}